# Giorni (film)
Giorni è un film del 2001 diretto da Laura Muscardin da una sceneggiatura vincitrice del Premio Solinas, liberamente tratta dall'opera teatrale Il volto dell'assassino, di David Osorio. Il film è stato inoltre premiato all'Outfest di Los Angeles, al Festival du Film Italien de Villerupt, al TWIST: Seattle Queer Film Festival e al Festival internazionale di cinema gaylesbico.

## Trama
Claudio, 35 anni, dirigente di banca, è sieropositivo da dieci anni. Le sue giornate sono scandite dagli orari in cui deve prendere le medicine, dalle visite mensili di controllo, dalla corsa abituale giornaliera e dalla sua relazione con Dario; un rapporto solido che viene messo in crisi dall'incontro con Andrea, un giovane e attraente cameriere.

## Riconoscimenti
- 1997 - Premio Solinas
  - Miglior sceneggiatura a David Osorio e Monica Rametta
- 2002 - Bimbi Belli
  - Miglior discussione a Laura Muscardin
- 2002 - Outfest
  - Outstanding Emerging Talent a Laura Muscardin
- 2002 - Festival internazionale di cinema gaylesbico
  - Miglior film - menzione speciale
- 2002 - Festival du Film Italien de Villerupt
  - Premio della giuria
- 2002 - TWIST: Seattle Queer Film Festival
  - Premio della giuria al miglior film